# Virgil Mihaiu
 (mars 2021).
Le contenu est difficilement compréhensible vu les erreurs de traduction, qui sont peut-être dues à l'utilisation d'un logiciel de traduction automatique.
 (février 2021).
La mise en forme du texte ne suit pas les recommandations de Wikipédia : il faut le « wikifier ».
Les points d'amélioration suivants sont les cas les plus fréquents :
- Les titres sont pré-formatés par le logiciel. Ils ne sont ni en capitales, ni en gras.
- Le texte ne doit pas être écrit en capitales (les noms de famille non plus), ni en gras, ni en italique, ni en « petit »…
- Le gras n'est utilisé que pour surligner le titre de l'article dans l'introduction, une seule fois.
- L'italique est rarement utilisé : mots en langue étrangère, titres d'œuvres, noms de bateaux, etc.
- Les citations ne sont pas en italique mais en corps de texte normal. Elles sont entourées par des guillemets français : « et ».
- Les listes à puces sont à éviter, des paragraphes rédigés étant largement préférés. Les tableaux sont à réserver à la présentation de données structurées (résultats, etc.).
- Les appels de note de bas de page (petits chiffres en exposant, introduits par l'outil «  Source ») sont à placer entre la fin de phrase et le point final[comme ça].
- Les liens internes (vers d'autres articles de Wikipédia) sont à choisir avec parcimonie. Créez des liens vers des articles approfondissant le sujet. Les termes génériques sans rapport avec le sujet sont à éviter, ainsi que les répétitions de liens vers un même terme.
- Les liens externes sont à placer uniquement dans une section « Liens externes », à la fin de l'article. Ces liens sont à choisir avec parcimonie suivant les règles définies. Si un lien sert de source à l'article, son insertion dans le texte est à faire par les notes de bas de page.
- La présentation des références doit suivre les conventions bibliographiques. Il est recommandé d'utiliser les modèles {{Ouvrage}}, {{Chapitre}}, {{Article}}, {{Lien web}} et/ou {{Bibliographie}}. Le mode d'édition visuel peut mettre en forme automatiquement les références.
- Insérer une infobox (cadre d'informations à droite) n'est pas obligatoire pour parachever la mise en page.

Pour une aide détaillée, merci de consulter Aide:Wikification.
Si vous pensez que ces points ont été résolus, vous pouvez retirer ce bandeau et améliorer la mise en forme d'un autre article.
 (mai 2021).
Virgil Mihaiu (né le 28 juin 1951 à Cluj, Roumanie) est un écrivain, jazzologue et diplomate roumain, professeur d'esthétique du jazz, polyglotte, promoteur culturel, interprète de jazz-poetry. Entre 2006 et 2012, il a été le premier directeur de l'Institut culturel roumain à Lisbonne et ministre conseiller à l'ambassade de Roumanie au Portugal. Depuis 2015, il est directeur du centre culturel brésilien Casa do Brasil et de la Bibliothèque d'études latino-américaines de Cluj.

## Biographie
Il est né le 28 juin 1951 à Cluj. Parents: Virgil Mihaiu / médecin et Lucreția Mihaiu / professeur de musique. Frère: Horațiu Mihaiu, architecte, scénographe, metteur en scène.
En 1974, il est diplômé du département anglais-allemand / espagnol-portugais facultatif de la Faculté des lettres de l'université de Cluj. Entre 1971 et 1983, il a été membre du comité de rédaction du magazine culturel Echinox. Il est devenu membre de l'Union des écrivains de Roumanie en 1981. Entre 1983 et 1994, il a été rédacteur en chef pour la Roumanie du magazine Jazz Forum, publié par la Fédération internationale de jazz à Varsovie. Depuis 1990, il fait partie de la rédaction de la publication mensuelle Steaua, éditée par USR. Parallèlement, depuis 1992, il est intégré à l'Académie nationale de musique G. Dima de Cluj. Depuis 1993, il est membre honoraire de l' American Jazz Critics Association (JJA). En 1994, il fonde Jazzographics, le premier groupe de jazz-poésie roumain-britannique, avec les musiciens Alan Tomlinson, Harry Tavitian et Corneliu Stroe. En 1996, il rejoint le PEN-Club Romania. Il a fondé le cours d'esthétique jazz à l'Académie nationale de musique de Cluj en 1997. À partir de la même année, il est membre du jury mondial Down Beat Jazz Critics Poll et membre honoraire de l'Association culturelle tchéco-roumaine de Prague. En 2001, il est devenu le premier Européen de l'Est à être coopté dans DownBeat, une publication de jazz de renommée mondiale publiée à Chicago, et membre de la F. Scott Fitzgerald Society, New York. En 2002, il a soutenu son doctorat (Magna cum laude) avec une étude monographique sur F. Scott Fitzgerald dans une perspective jazzologique (responsable scientifique: prof. Dr. Virgil Stanciu). En 2004, il a été coopté dans le jury du Prix européen de jazz, parrainé par le gouvernement autrichien. À partir de 2006, il devient cofondateur de l'Institut culturel roumain de Lisbonne et ministre conseiller à l' ambassade de Roumanie au Portugal, postes qu'il occupera jusqu'en 2012. Depuis 2015, il est coopté en tant que maître de conférences au Phantasma Imaginary Research Center, de la Faculté des lettres de l'Université Babeș-Bolyai et reçoit le titre de professeur associé à l'Académie nationale de musique G. Dima. Depuis 2015, il est directeur du centre culturel brésilien Casa do Brasil et de la Bibliothèque d'études latino-américaines, sous les auspices de l'université Babeș-Bolyai de Cluj.
En plus d'un demi-siècle d'activité culturelle, Mihaiu a marqué quelques priorités : il est l'auteur du premier volume d'essais en roumain sur le jazz du point de vue de la culture contemporaine ( La boite de résonance , 1985) ; coéditeur, avec le producteur Leo Feigin, des premiers albums de jazz d'avant-garde roumains sortis en Occident, à Leo Records House à Londres (interprété par le groupe Harry Tavitian / Corneliu Stroe & Creativ, 1985) ; cofondateur du premier groupe de jazz-poésie roumain-britannique (Jazzographics, 1994); initie le premier cours d'esthétique jazz en Roumanie, à l'Académie nationale de musique G. Dima Cluj (1997); en 2001, il devient le premier jazzologue d'Europe centrale et orientale à être coopté dans Down Beat, le mensuel de référence mondial publié à Chicago. Il contribue, en tant que cofondateur, à l'inauguration de l'Institut culturel roumain à Lisbonne. Ici, il lance des initiatives de diplomatie culturelle, telles que: la création du titre honorifique Amicus Romaniae, destiné à mettre en valeur les personnalités de la sphère culturelle et diplomatique lusitanienne et internationale constamment impliquées dans le soutien des activités de l'Institut culturel roumain à Lisbonne (2007); Saison de la musique roumaine au Portugal, tenue entre 2007 et 2012 Été culturel roumain au Portugal; Galas de cinéma roumain à Lisbonne, Porto, Coimbra, Evora, Estoril, Ponta Delgada / Açores, etc.
Coorganisateur, conseiller, conférencier, modérateur de la première édition en Roumanie de la Journée Mondiale du Jazz / 30 avril 2013, Cluj. En 2015, à son initiative, pour la première fois un établissement d'enseignement supérieur en Roumanie - ANMGD à Cluj - a décerné le titre de docteur honoris causa à un jazzologue : John Edward Hasse de la Smithsonian Institution à Washington, fondateur de la Journée mondiale du jazz. Lors de la cérémonie de remise des prix, Virgil Mihaiu prononce le discours de Laudatio. En 2017 et 2018, il est le premier conférencier à donner des conférences de jazzologie à l'Académie nationale de musique du Monténégro, dans la capitale historique Cetinje.

## Apparitions éditoriales

### Volumes publiés
- Loi sur la conservation de l'adolescence - Dacia, Cluj / 1977;
- Sighioșoara, Suède et autres humeurs - Albatros, Bucarest / 1980;
- Indications pour la ballerine respirante - Eminescu, Bucarest / 1981;
- Caisse de résonnance [sic]  - essais sur les liens entre le jazz et la culture contemporaine - Albatros, Bucarest / 1985;
- Poèmes - Dacia, Cluj / 1986;
- Jazzorelief - Nemira, Bucarest / 1993,  (ISBN 973-9144-60-8) ;
- Paradis perdu dans la mémoire - Cartea Românească, Bucarest / 1993,  (ISBN 973-23-0346-8) ;
- Incantări și descântări clujene - Dacia, Cluj / 1996,  (ISBN 973-35-0525-0) ;
- Recensement des Epiphanies / Recensement des Epiphanies (traduction anglaise Adam Sorkin) - Paralela 45, Pitești / 1999,  (ISBN 973-593-041-2) ;
- Jazz Connections in Portugal (conçu en anglais) - Alfa Press, Cluj / 2001,  (ISBN 973-85060-2-6) ;
- Jazzographes pour apprivoiser les saxophonistes - Dacia, Cluj / 2001,  (ISBN 973-35-1231-1);
- Entre l'ère du jazz et le postmodernisme: F. Scott Fitzgerald (conçu en anglais) - West University Publishing House, Timișoara / 2003,  (ISBN 973-8433-33-9) ;
- Or de la crête d'Ariane / Or aus Ariadnes Mähne (traduction allemande de Rolf-Frieder Marmont) - Limes, Cluj / 2004,  (ISBN 973-7907-90-6) ;
- Jazz Connections in Romania (conçu en anglais) - Ed. ICR, Bucarest / 2007,  (ISBN 978-973-577-531-5) ;
- Pont éolien de Lusoromână - Brumar, Timișoara / 2010,  (ISBN 978-973-602-499-3) ;
- Jazzographies pour apprivoiser les saxophonistes (traduction espagnole Cătălina Iliescu Gheorghiu) - Le génie du mal, Grenade / Espagne / 2014,  (ISBN 978-84-939128-2-6) ;
- A vers, az élet (traduction hongroise de Beke Sándor) - Erdély Pegazus, Odorheiu Secuiesc / 2020,  (ISBN 978-606-92070-5-5).

## Contributions, bourses
Il collabore avec des poèmes, des essais, des critiques littéraires, musicales et chorégraphiques, des traductions (de l'anglais, allemand, espagnol, portugais, français, suédois, russe, italien) à des magazines culturels en Roumanie et à l'étranger. Tient des récitals de sa propre poésie, des conférences, des conférences dans des universités ou des institutions culturelles, participe à des congrès, colloques, séminaires, festivals, dans le pays et au Portugal, en Suède, en Pologne, en Allemagne, en Croatie, en Lettonie, en Angleterre, aux États-Unis, en Serbie, en Autriche, Espagne, Irlande, Monténégro, Rép. Moldavie, Suisse, Russie, Italie, Cuba, France, Lituanie, République tchèque, Bulgarie, Turquie, Slovaquie, Hongrie, Écosse, Grèce, Azerbaïdjan, Macédoine du Nord. Entre 1980 et 2004, il a réalisé l'émission Jazz Essay sur Radio Cluj (éd. Carmen Cristian) et à CD-Radio-Napoca (éd. Marius Marchiș et Tudor Runcanu). Entre 1994 et 2002, il a fait l'émission Jazzorelief sur TVR Cluj (éd. Carmen Cristian). Elle a reçu des bourses de: Reading University / England (1972); Université de Dresde / Allemagne (1978); Ministère allemand des affaires étrangères (1992); Radio suisse internationale (1993); boursier de l'Institut Camões / Portugal (1999-2000).
Il est cofondateur et membre du groupe jazz-poésie Jazzographics, composé d'Alan Tomlinson / trombone (membre du London Jazz Composerer's Orchestra ), Harry Tavitian / piano, Corneliu Stroe (en) / percussions, Virgil Mihaiu / poèmes, Livia Tulbure / chorégraphie improvisations. Dans des formules variables, le groupe a tenu des récitals en Irlande, Écosse, Roumanie, Angleterre, Serbie, Irlande du Nord, Autriche, Hongrie, Allemagne, ainsi qu'à l'Exposition universelle de Lisbonne / 1998. Il a également des collaborations jazz-poésie avec: le pianiste João Paulo Esteves da Silva / Portugal, le violoniste Alexander Bălănescu / Angleterre, les musiciens Dima Belinski, Lucian Ban, Mario Florescu, Alex Munte, Marius Gagiu / Roumanie, le groupe Trigon / Rep. Moldavie, diplomate et acteur Lauro Moreira / Brésil, danseuse Fatma Mohamed / Roumanie.
Collabore avec des émissions culturelles sur Radio Sverige Stockholm, BBC / départements roumain et russe, Scottish BBC Edinburgh / Scotland, Radio Romania, Radio Cluj, TVR / Bucharest studios, Cluj, Timisoara, Iasi, Chisinau Radio and Television, Free Europe, Radio Helvetia / Bern studios, Lugano, Lausanne, Sender Freies Berlin, Radiodifusão Portuguesa, Jugoslovenska Televizija, WDR Köln, Voice of America, Radio Novi Sad, RTP-Antena 1 & 2 Portugal, Radio Nova de Porto, Radio Paris-Lisboa, Radio France Internationale, Radio Moskva Culture, Radiotelevision Montenegro, Radio Oslo, Radio Rossia / Moscou, Atlas TV Montenegro, Radio Bulgaria, Televisão SIC Portugal, Radiotelevision Azerbaijan, Radio Renascença Lisbon, Deutsche Welle etc.